# کوئستر انرژی
کوئستر انرژی (انگلیسی: Questerre Energy) شرکت اکتشاف و تولید نفت کانادایی نروژی است، که در سال ۲۰۰۰ تأسیس شد.